# Бандар-Бару
Бандар-Бару (місцеве відоме просто як «ББ») — село в регентстві Делі-Серданг, Північна Суматра, на дорозі з Медану в Берастагі. Він розташований у підрайоні Сіболангіт біля річки Букіт Лаванг, неподалік самого Сіболангіта та дуже близько до регентства Каро. У селищі є багато кафе, ресторанів, магазинів туристичних товарів та туристичних бунгало. Це також lokalisasi (ліцензована державою зона проституції).

## Проституція
Значна частина проституції в Бандар-Бару здійснюється в кафе. Повії виконують роль хостес в кафе і можуть бути відведені з кафе для надання сексуальних послуг. Частина кафе розташована при готелях. Окрім грошей за сексуальні послуги, повії також можуть отримувати комісію за продаж напоїв своїм супутникам.
Деякі бунгало, побудовані для туристів, перетворені на публічні будинки.

### Секс торгівля
Як і в інших регіонах Індонезії, торгівля людьми в сексуальних цілях, особливо неповнолітніми дівчатами, є значною проблемою.
Через погане ім'я Бандар-Бару та проблеми, пов'язані з проституцією, статус BB як локалісасі переглядається урядом Делі Серданг.